# 国井桂
国井 桂（くにい けい）は、千葉県出身の脚本家。アンドリーム（＆REAM）所属。

## 来歴
シナリオセンター本科・日本テレビドラマ作家セミナー第一期修了。外資系損害保険会社に8年勤務したのち、速記者に転職。光瀬龍「大衆文芸の書き方」講座で小説を学び、シナリオライターに転向。
1995年、CHKラジオドラマコンクール優秀賞受賞。
2007年、映画「夕凪の街 桜の国」で第17回日本映画批評家大賞作品賞を受賞。

## 作品

### 映画
- 東京★ざんすっ「優しさの国」（2001年2月10日公開、東映）
- 修羅雪姫（2001年12月15日公開、東京テアトル）
- オシャレ魔女♥ラブandベリー しあわせのまほう（2007年3月21日公開、松竹）
- 夕凪の街 桜の国（2007年7月28日公開、アートポート）
- 能登の花ヨメ（2008年8月23日公開）
- 刺青 匂ひ月のごとく（2009年6月27日公開、アートポート）
- 虹色ほたる 〜永遠の夏休み〜（2012年5月19日公開、東映）
- ハッピーウエディング（2015年11月5日～11日公開・テアトル新宿限定、2015年11月12日～18日公開、11月19日～25日公開・横浜シネマリン限定）
- 王妃の館（2015年4月25日公開、東映）
- ノーマン・ザ・スノーマン ～流れ星のふる夜に～（2016年）

### テレビドラマ・アニメ
- 美少女H（1998年4月13日 - 9月21日、フジテレビ）
- 隣人は秘かに笑う（1999年10月13日 - 12月15日、日本テレビ）
- いばらの償い（2000年1月31日 - 3月24日、MBS）
- ドレミソラ（2002年7月29日 - 9月27日、MBS）
- メモリー・オブ・ラブ（2004年12月6日 - 2005年2月4日、MBS）
- ポルフィの長い旅（2008年1月6日 - 12月28日、BSフジ）
- 地獄少女 三鼎 第十話、第二十二話（2008年10月4日 - 2009年4月4日、TOKYO MX他）
- カイドク～都市伝説の暗号ミステリー～　脚本協力（2009年6月30日、関西テレビ）
- オルトロスの犬 第4話（青木万央、伊藤崇との共同脚本）（2009年7月24日 - 9月25日、TBS）
- ステップファザー・ステップ 第1話（篠崎絵里子との共同脚本）、第4話、第6話、第8話、第10話（2012年1月9日 - 3月19日、TBS）[1]
- 小暮写眞館（2013年3月31日 - 4月21日、NHK BSプレミアム）
- 君のいる町 第5話、第8話、第11話（2013年7月 - 9月、テレビ東京・広島ホームテレビ）
- 松本清張　球形の荒野 （谷口純一郎との共同脚本）（2014年3月9日、BS日テレ）
- 隠れ菊（2016年9月4日 - 10月23日、NHK BSプレミアム）
- 僕とシッポと神楽坂（2018年10月 - 〈予定〉、テレビ朝日）
- サブスク不倫（2023年、MBS）
- BUMP「ReSTART -バカが大志を抱く時-」（2024年）
- 離婚弁護士 スパイダー ～慰謝料争奪編～（2024年）

### バラエティ
- 奇跡体験!アンビリバボー（構成）

### 小説・漫画
- 夕凪の街 桜の国（映画のノベライズ、2007年）
- 小説 能登の花ヨメ（映画のノベライズ、2008年）
- 小説　ポルフィの長い旅（監修協力、2008年）
- 小説　蝶を抱く
- レイワ怪談 雨月の章（2022年）
- 愛と裏切りの街～TiAmooriginalstory～ ※原作（2023年）
- SEE HEAR LOVE 見えなくても聞こえなくても愛してる（ノベライズ、2023年）
- 宇宙人のあいつ （映画ノベライズ、2023年）
- 独身偽装～私の彼氏は既婚者でした～（原作、2024年）
- 財閥復讐〜兄嫁になった元嫁へ〜（原作、2024年）

### ノベライズ
- NHK連続テレビ小説 ひよっこ 上（NHK出版、2017年3月30日）ISBN 978-4140056868
- NHK連続テレビ小説 ひよっこ 下（NHK出版、2017年9月）ISBN 978-4140056875
- ワーナー・ブラザース映画「雪の華」（幻冬舎文庫、2018年12月）ISBN 978-4344428263（※脚本家・岡田惠和と共著）[2]
- ５つの歌詩（うた）（2022年）
- 7人の秘書 （2022年）
- ツユクサ （2022年）